# Cantó de Signy-le-Petit
El cantó de Signy-le-Petit és un cantó francès del departament de les Ardenes, situat al districte de Charleville-Mézières. Té 9 municipis i el cap és Signy-le-Petit.

## Municipis
- Auge
- Auvillers-les-Forges
- Brognon
- Éteignières
- Fligny
- La Neuville-aux-Joûtes
- Neuville-lez-Beaulieu
- Signy-le-Petit
- Tarzy

## Història
| Data d'elecció                           | Identitat    | Partit           | Qualitat |
| ---------------------------------------- | ------------ | ---------------- | -------- |
| 1945-1967                                | Jules Mouron | PCF              |          |
| 1967-1992                                | Abel Noreck  | PS               |          |
| 1992-                                    | Benoît Huré  | RPR, després UMP |          |
| les dades anteriors no són pas conegudes |              |                  |          |
|                                          |              |                  |          |

## Demografia
| A partir de 1990: Població sense dobles comptes |